# Le Ballet de « Robert le Diable » (1876)
Pour les articles homonymes, voir Robert le Diable (homonymie).
Le Ballet de « Robert le Diable » (1876) est le second de deux tableaux peints sur ce thème par Edgar Degas en 1871 et 1876. Il mesure 76,6 × 81,3 cm. Il est conservé au Victoria and Albert Museum de Londres au Royaume-Uni.

## Contexte, description, analyse
Dans ce tableau de 76,6 cm de hauteur sur 81,3 cm de largeur peint en 1876, le second d'une série de deux huiles sur toile sur le même thème, Edgar Degas représente, comme dans le premier, la scène, dans le décor de Pierre-Luc-Charles Ciceri , du « ballet des nones » de l'opéra Robert de Diable de Giacomo Meyerbeer, donné salle Le Peletier par les danseurs et l'orchestre de l'Opéra de Paris sous la direction du chef Georges Hainl.
Mécontent du Ballet de 1871, commande du baryton et collectionneur Jean-Baptiste Faure avec plusieurs autres tableaux, Degas en demande le retour à Paul Durand-Ruel. Il ne le retouche pas mais en compose une seconde version, livrée, après bien des atermoiements et un procès, au collectionneur en 1876. Très attaché au sujet, le baryton souhaite en outre acquérir également le premier tableau que Degas, ne le considérant pas suffisamment bien exécuté, refuse de lui céder.
Pour la deuxième version Degas fait le choix d'un format plus large, donnant plus d'espace aux musiciens et aux spectateurs en supprimant le dossier des fauteuils. Désiré Dihau est rejoint par l'ensemble du pupitre de bassons dont les bonnets se détachent sur la rampe. Albert Hecht observe toujours les loges du côté jardin à travers ses jumelles mais il est placé à l'extrême gauche du tableau cependant que Ludovic-Napoléon Lepic apparaît nouvellement, de profil gauche, dans le groupe de spectateurs placés sur la droite. La scène du ballet est strictement la même bien que rendant une impression à la fois plus fantomatique et plus animée.